# اینترلوکین ۱۷
اینترلوکین ۱۷A (به انگلیسی: Interleukin 17A)، (به اختصار: IL-17 یا IL-17A) در اصل به عنوان یک رونویسی از یک دورگه‌به سلول-T جوندگان است که توسط Rouvier و همکاران در سال ۱۹۹۳ میلادی شناخته شده است، و عضو مؤسس یک گروه از سیتوکین‌ها به نام خانواده IL-۱۷ می‌باشد. به عنوان CTLA8 شناخته شده در جوندگان، IL-17 همسانی بالا به IL-17 ویروسی کد گذاری شده توسط قالب خواندن باز از T-lymphotropic rhadinovirus ویروس‌هرپس saimiri را نشان می‌دهد.